# Сперо, Нэнси
Нэнси Сперо (англ. Nancy Spero; 24 августа 1926, Кливленд — 18 октября 2009, Нью-Йорк) — американская художница.

## Биография
Выросла в Чикаго, куда семья переехала в 1927 году. Закончила художественную школу при Чикагском институте искусств (1949), где познакомилась с Леоном Голубом, за которого позднее вышла замуж. Продолжила учёбу в Школе изящных искусств в Париже и в частной мастерской Андре Лота. Вернулась в США в 1950 году. Выставлялась вместе с группой Чикагских имажистов.
В 1956—1957 годах работала с мужем в Италии, где увлеклась римскими фресками и искусством этрусков, в 1959—1964 годах — в Париже, где в 1962, 1964 и 1968 годах прошли её персональные выставки.
Являлась соучредительницей первой в Сохо галереи женского искусства A.I.R. (Artists in Residence).
Позднее её экспозиции проходили в МОМА в Нью-Йорке, музеях Вашингтона, Бостона, Чикаго, Лос-Анджелеса, Кортрейка, Мальмё, Барселоны, Сантьяго-де-Компостела, Лондона, Бирмингема, Хиросимы, Национальной галерее Канады, Центре Жоржа Помпиду и др.
Нэнси Сперо умерла от сердечной недостаточности 18 октября 2009 года. Она похоронена на кладбище Грин-Вуд в Бруклине.

## Творчество
Выступала как деятель антивоенного, правозащитного и феминистского движения. С конца 1960-х отказалась от понятия «холст», «картина», создавая некие подобия рукописных и живописных свитков, чаще всего — гигантских размеров, и придавая изображениям характер своеобразных иероглифов. Среди них — циклы «Artaud Paintings» (1969—1970) и «Codex Artaud» (1971—1972), которые были посвящены Арто и шли в своей изобразительной манере от его рисунков и полотен. Также занималась настенной живописью, практиковала инсталляции.

## Избранные работы
- War Series (1966—1970)
- Torture in Chile (1974)
- Torture of Women (1976)
- Notes in Time on Women (1979)
- The First Language (1981)
- Cri du coeur (2005)

## Видео
- Golub/Spero. Chicago: Kartemquin, 2004

## Признание
Художественная премия Хиросимы (1996). Член Американской академии искусства и литературы (2006).